# Municipio de Forshaga
Forshaga (en sueco: Forshaga kommun) es un municipio de la provincia de Värmland, en el suroeste de Suecia. Su sede se encuentra en la localidad de Forshaga. El primer municipio llamado Forshaga fue una ciudad de mercado (köping) que se separó de Grava en 1944. La reforma del gobierno en la década de 1970 convirtió a Forshaga en un municipio unitario en 1971 y en 1974 se le agregó Ullerud.

## Localidades
Hay tres áreas urbanas (tätort) en el municipio:
| # | Tätort    | Población |
| - | --------- | --------- |
| 1 | Forshaga  | 6439      |
| 2 | Deje      | 2722      |
| 3 | Dyvelsten | 252       |

## Ciudades hermanas
Forshaga esta hermanado o tiene tratado de cooperación con:
- Råde, Noruega
- Klütz, Alemania